# Partido Democrático dos Socialistas de Montenegro
O Partido Democrático dos Socialistas de Montenegro (em montenegrino: Демократска партија социјалиста Црне Горе ou Demokratska partija pocijalista Crne Gore, DPS) é um partido político do Montenegro.
O partido foi fundado em 1991, como sucessor da Liga dos Comunistas de Montenegro e, desde da sua fundação, é o partido dominante de Montenegro, tendo vencido todas as eleições realizadas no país e governado desde de então.
Inicialmente, o partido defendia a união de Montenegro com a Sérvia, mas, a partir do final da década de 1990, os socialistas começaram a defender a independência de Montenegro, alcançada, por referendo, em 2006.
O DPS segue uma linha social-democrata, defendendo a integração de Montenegro à União Europeia e à NATO.

## Resultados eleitorais

### Eleições presidenciais
| Data    | Candidato apoiado | 1ª Volta | 1ª Volta   | 2ª Volta | 2ª Volta   |
| Data    | Candidato apoiado | Votos    | %          | Votos    | %          |
| ------- | ----------------- | -------- | ---------- | -------- | ---------- |
| 1992/93 | Momir Bulatović   | 123 183  | 42,8 (1.º) | 160 801  | 63,4 (1.º) |
| 1997    | Milo Đukanović    | 145 348  | 46,7 (2.º) | 174 745  | 50,8 (1.º) |
| 2002    | Filip Vujanović   | 175 328  | 85,7 (1.º) |          |            |
| 02/2003 | Filip Vujanović   | 174 536  | 84,8 (1.º) |          |            |
| 05/2003 | Filip Vujanović   | 139 574  | 64,2 (1.º) |          |            |
| 2008    | Filip Vujanović   | 171 118  | 51,9 (1.º) |          |            |
| 2013    | Filip Vujanović   | 161 940  | 51,2 (1.º) |          |            |

### Eleições legislativas
| Data | CI. | Votos   | %            | +/- | Deputados | +/- | Status   | Aliança                             |
| ---- | --- | ------- | ------------ | --- | --------- | --- | -------- | ----------------------------------- |
| 1992 | 1.º | 126 083 | 42,7 / 100,0 |     | 46 / 85   |     | Governo  |                                     |
| 1996 | 1.º | 150 237 | 49,9 / 100,0 | 7,2 | 45 / 71   | 1   | Governo  |                                     |
| 1998 | 1.º | 170 080 | 48,9 / 100,0 | 1,0 | 32 / 78   | 13  | Governo  | Para Vivermos Melhor                |
| 2001 | 1.º | 153 946 | 42,0 / 100,0 | 6,9 | 30 / 77   | 1   | Governo  | Vitória é por Montenegro            |
| 2002 | 1.º | 167 166 | 48,0 / 100,0 | 6,0 | 31 / 75   | 1   | Governo  | Coligação por um Montenegro Europeu |
| 2006 | 1.º | 164 737 | 48,6 / 100,0 | 0,6 | 32 / 81   | 1   | Governo  | Coligação por um Montenegro Europeu |
| 2009 | 1.º | 168 290 | 51,9 / 100,0 | 3,3 | 35 / 81   | 3   | Governo  | Coligação por um Montenegro Europeu |
| 2012 | 1.º | 165 380 | 45,6 / 100,0 | 6,3 | 32 / 81   | 3   | Governo  | Coligação por um Montenegro Europeu |
| 2016 | 1.º | 158 490 | 41,4 / 100,0 | 4,2 | 36 / 81   | 4   | Governo  |                                     |
| 2020 | 1.º | 143 548 | 35,1 / 100,0 | 6,3 | 30 / 81   | 6   | Oposição |                                     |